# Fontaine Sainte-Marie du Guerno
La fontaine Sainte-Marie est une fontaine de Le Guerno dans le Morbihan (France).

## Localisation
La fontaine est située rue du Pont-Vivier, en Branféré.

## Historique
L'édifice est bâti en 1787.
La fontaine Sainte-Marie fait l'objet d’une inscription au titre des monuments historiques depuis le 25 septembre 1928.

## Architecture
L'édifice se présente comme un petit édicule en pierre, ouvert sur trois côtés. Le dôme, portant une croix à son sommet, est soutenu par deux fines colonnes. Le mur du fond est creusé d'une petite niche, aujourd'hui fermée d'une grille en fer forgé, pouvant accueillir une statue de saint.